# 37
Năm 37 là một năm trong lịch Julius. 